# 室根山
室根山（むろねさん）は、岩手県一関市室根町にある山。周囲1495ヘクタールと共に室根高原県立自然公園を形成している。北上高地の南部の独立峰として知られる。標高は894.7m。山頂からは、太平洋を含む360°のパノラマが望める。
春はつつじで山全体がピンク色に染まり、初夏は濃い緑で覆われる。また、秋は紅葉が見られる。冬は、雪のために5合目付近で冬季通行止めになるため、頂上までは上がることが出来ない。

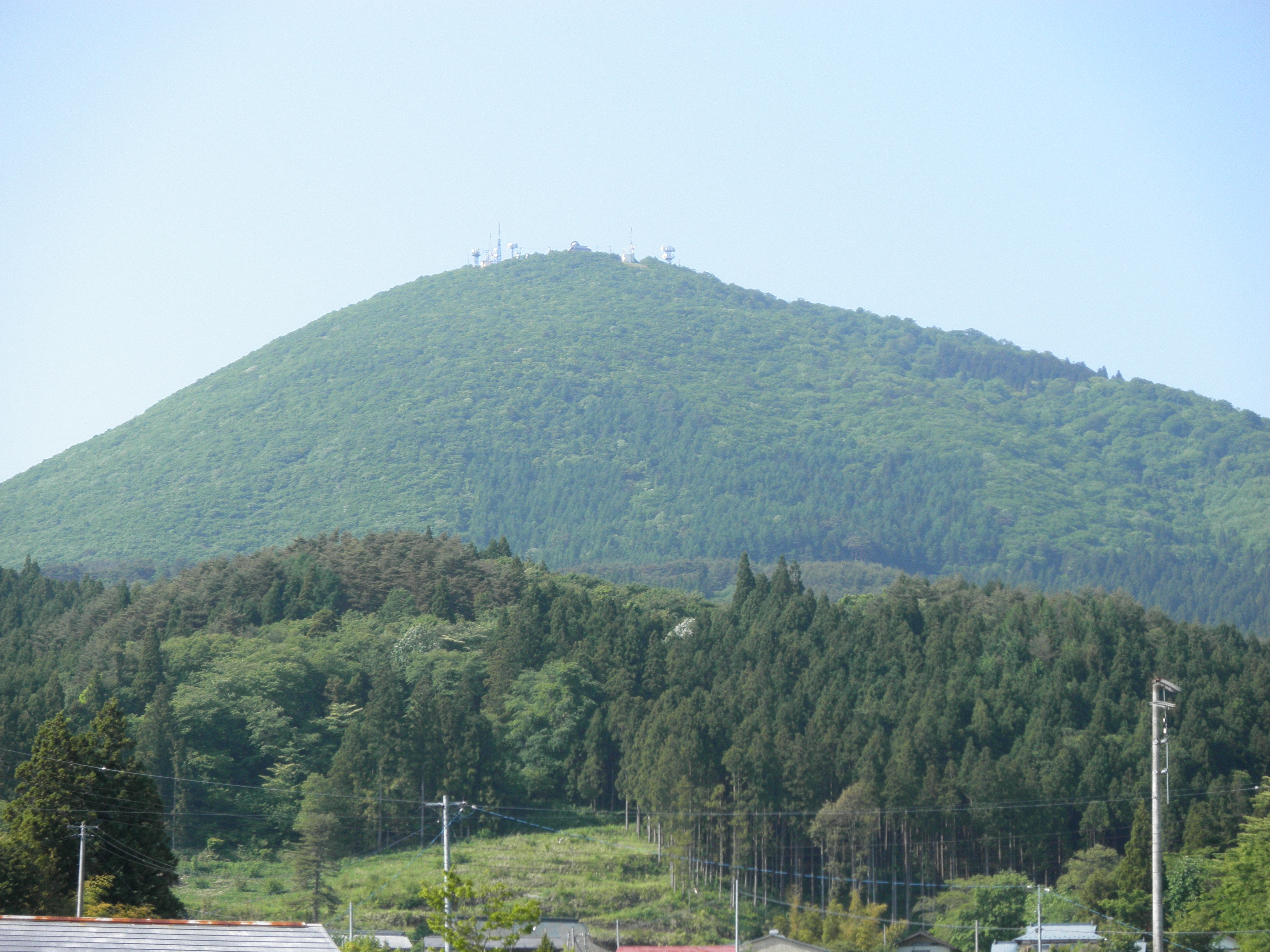
室根町折壁地区から望む

## 室根山について
- 3合目付近
  - さわやかトイレ
  - 蟻塚公園（桜の名所）
  - 室根山登山口（遊歩道）
  - 紫陽花園
- 5合目付近
  - 室根山山荘
  - ひょうたん池
- 8合目付近
  - 望洋平室根山オートキャンプ場
  - 室根神社
- 頂上付近
  - 室根山きらら天文台
  - 売店

## 放送施設について
- 当山には在盛テレビ中継局とNHK盛岡放送局FM放送の中継局が置かれている。詳細は、室根テレビ・FM中継局を参照。

## 三角点
- 一等三角点 中心緯度経度（北緯38°975087 東経141°446201）標高894.7m[1]